# Anse la Raye

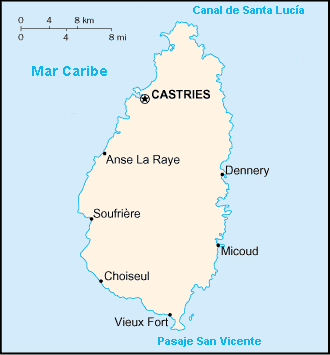
Mapa wyspy z zaznaczeniem miasta

Anse la Raye, miasto w Saint Lucia. Miasto jest stolicą dystryktu Anse la Raye.